# Томислав Крсмановић
Томислав Крсмановић (Прешево, 20. јул 1936) српски је борац за људска права, писац, политиколог и економиста. Председник је Покрета за заштиту људских права Републике Србије. Писац је неколико десетина романа и монографија, као и прозних радова који су објављени у многим књижевним часописима. Објавио је стотинак стручних и научних текстова у земљи и ван ње.

## Биографија
Крсмановићи, који су из околине Љубовије, дошли су у те крајеве крајем 18. века са планине Романије (где су се населили са падина Дурмитора). Један крак породице је отишао у село Ставе код Ваљева (од њих потиче Илија Бирчанин, познати српски јунак из Првог српског устанка), а други је кренуо уз Дрину. Крсмановићи су позната задужбинарска породица у Београду.
Завршио је Eкономски факултет у Београду (1963. године) и постдипломске студије из истраживања друштва и тржишта при Католичком институту за високе комерцијалне студије 1969. године у Бриселу, Белгија. Припремио докторат из политичког маркетинга „Kреирање и измена brand image државе у политичкој пропаганди“ (који није одбранио услед повратка у земљу 1971. године и прогона којима је изложен). Члан је Удружења књижевника Србије и Kњижевног друштва Раковица. Био је члан Удружења социолога Србије, Удружења истраживача тржишта Србије и представник за Србију LI Liberty International – San Francisco, сада члан.
Добитник међународних признања за људска права.
Покрет за заштиту људских права је на иницијативу Томислава Крсмановића започео своје активности 1. марта 1975, као Директна акција за самозаштиту, да би 30. априла 1981. године постао Акција за борбу против злоупотребе психијатрије и медицине у политичке сврхе.
Комитет за заштиту људских права основан је 26. децембра 1986. године. Из ова три неформална удружења за људска права омасовљавањем током 80-их година настао је Покрет за заштиту људских права.
Решењем Републичког секретаријата за правосуђе и управу број 00 34/90.07 од 2. августа 1991. године Покрет за заштиту људских права је регистрован као политичка странка у Србији, а потом и на нивоу Југославије. Учествовао је на вишестраначким изборима у Србији и Југославији од 1990. до 1997. године. Републичка изборна комисија је 19. новембра 1990. године (Решење 02 Број 013-127/90) потврдила кандидатуру Томислава Крсмановића за председника Републике који је поднео Покрет за заштиту људских права. Учествовао је на председничким изборима и као кандидат за народног посланика све до 1997. године.
Уређивао је лист Људска права, страначко гласило Покрета за заштиту људских права, које је Решењем од 12. фебруара 2010. уписанo у Регистар удружења као невладина организација.
Нарочито се залагао против праксе злоупотребе психијатрије у политичке сврхе. Указивао је на природу друштвене контроле, привлачећи пажњу јавности на методе које неформалне власти користе за надзор грађана. Своје ставове о томе изложио је у монографији НЕФОРМАЛНИ ЦЕНТРИ МОЋИ. Мафије, криминалци (Алфа принт, Београд, 2007).
У најновије време усредсређен је на геополитичке теме и предложио је хармоничан модел суживота светских сила и мањих држава.
Последњих неколико година посветио се писању романа и есеја, присутан је на страницама књижевних часописа, у књижевним зборницима, почиње да добија књижевна признања.
Живео је у политичком егзилу у Брисeлу од 1965. до 1971. и од 1973. до 1974. године. Био је запослен при Социјалистичкој партији Белгије (1970–1971). Mарта 1970. године га је конзул при Aмбасади СФРЈ у Бриселу Жарко Mилутиновић предложио за председника Удружења Југословена у Белгији, што је због презаузетости одбио, већ је прихватио само да буде члан Одбора.
За време боравка у Бриселу имао је неприлике са усташко-албанским политичким подземљем. Трећег марта 1971. године у Бриселу су га киднаповали припадници југословенске политичке емиграције и насилно смештили, супротно закону и медицинској етици, у Психијатријску болницу у месту Braine l’Alleud, недалеко од Ватерлоа, где је остао до 2. априла исте године. (Томислав Крсмановић - РТС)
Његов аутобиографски роман САГА О ...ИЋИМА (1940–2017) написан је у шест томова и на скоро 9.000 страна.
Поједини његови научни радови и литерарни списи преведени су на неколико светских језика.

## Људска права и злоупотребa
По повратку у Београд из егзила у Белгији, где је први пут боравио од септембра 1965. до јула 1971. године, успротивио се професионалној дискриминацији, због чега је изложен прогонима.
Због вербалног деликта ухапшен је 21. јуна 1975. године у Београду и насилно, по казни, смештен у психијатријску болницу.
Иако је у оба наврата боравио релативно кратко у психијатријским установама, тачније речено марта–априла 1971. године месец дана у психијатријској болници у Белгији, и десет дана у психијатријској болници у Београду од 21. јуна до 1. јула 1975. године, деценијама је сносио последице, био му је утиснут психијатријски жиг неурачунљивог душевног болесника. У следећим годинама због тога су га искључивали из професионалне утакмице и јавног живота, јавних наступа, оспораван је или омаловажаван без увида у његов рад и ставове.
Против њега је покренут вишедеценијски кафкијански процес, укључујући хапшења, посезања за злоупотребама психијатрије у политичке сврхе, суђења, истеривања из радног односа и друге репресалије и сметње у различитим областима живота, које су чињене политички неподобним лицима.
Решењем судије за прекршаје Општине Раковица од 1. септембра 1977. године оглашен је душевно неурачунљивим и по друштво и државу опасним непријатељем, који позива на побуну, с предлогом да на неодређено време буде интерниран у психијатријску установу затвореног типа.
Судско-психијатријски одбор Mедицинског факултета у Београду 20. априла 1982. године издао је налаз да је Томислав Kрсмановић душевно урачунљив и одговоран за почињени вербални деликт.
Решењем Вишег суда у Београду о рехабилитацији (решење бр. 82/10 од 14. децембра 2012) рехабилитован је, с правом на накнаду штете, као жртва незаконитих прогона, вербалног деликта и злоупотребе психијатрије у политичке сврхе, јер је као душевно здрав био судски проглашен за неурачунљивог душевног болесника, с правом на накнаду материјалне и нематеријалне штете.
Од 2008. до 2012. године био је под опсадом Полицијске управе Београда, која је имала намеру да га на дуже време спроведе у психијатријску установу. Друго основно јавно тужилаштво (број 1322/2022) покренуло је 17. фебруара 2022. пред Центром за социјални рад Општине Раковица поступак да насилно буде смештен у психијатријску установу и лишен пословне способности због законито ПОДНЕТЕ КРИВИЧНЕ ПРИЈАВЕ ОВОМ ТУЖИЛАШТВУ, 16. 12. 2021, против органа Републике Србије и НН починиоца за убиство у покушају.
Од 1980. до 1990. године покренуо је више петиција које је потписао велики број грађана, окупљао је борце за људска права и дисиденте, подржавао жртве кршења њихових права, сарађивао са различитим одборима и групама дисидената из ондашње СФРЈ, пре свега са одборима за људска права САНУ – Српске академије наука и уметности и УКС – Удружења књижевника Србије, укључујући и борце за људска права из република бивше Југославије. Oрганизовао је јавне трибине и протесте.
Почетком 80-их година проследио је књижевници Биљани Јовановић, борцу против злоупотребе психијатрије, кћерки политичара Батрића Јовановића, документацију о злоупотребама психијатрије у политичке сврхе, упознавајући је са својим активностима, саветујући је да и лично иницира оснивање сличног одбора при УКС – Удружењу књижевника Србије и да стави на дневни ред злоупотребу психијатрије у политичке сврхе.
Достављао је академицима Добрици Ћосићу, Драгославу Mихаиловићу, Бориславу Mихајловићу Mихизу, Mићи Поповићу, Mихајлу Kовачевићу и другим члановима САНУ саопштења и податке o бројним случајевима кршења људских права, предлажући им да и САНУ оснује одбор за одбрану људских права.
Нарочито је била плодна његова сарадња са Kостом Чавошким, коме је 1984. године уручио волуминозну документацију о 24 случаја злоупотребе психијатрије у политичке сврхе. Чавошки је на основу ове документације, 15. фебруара 1985, публиковао Прелиминарни извештај о злоупотреби психијатрије у политичке сврхе, након чега је ово питање изнео пред Oдбор за одбрану слободе мисли и изражавања САНУ у Београду. Oдбор је 6. јануара 1986. године издао саопштење којим је оптужио поредак да злоупотребљава психијатрију у политичке сврхе и да је у том моменту у психијатријским установама Jугославије био присилно смештен значајан број политичких затвореника. Jугославијa је због тога замало искључена из Светске психијатријске асоцијације.
Крајем 80-их основао је два удружења подстанара, а почетком 90-их на масовном митингу на Tргу Републике у Београду први пут је обзнанио да су девизну штедњу, наводно ради одбране земље, запленили тајкуни и изнели је на Kипар. Томислав Крсмановић "САГА О...ИЋИМА Четврти том. 1979-1992. Тајна завера Југославије против Југославије, из дана у дан. Виђено изнутра од инсајдера" стране 1097, 1070 и 1071.
Aприла 2000. године полиција је запленила целокупну страначку и личну архиву, све што је Kрсмановић стварао целог живота, укључујући и рукописе његових двадесет необјављених романа и монографија. Од тада води судски спор да му се одузето врати. Године 1994. поднео је суду захтев за накнаду штете.
Иако је рехабилитован решењем Вишег суда у Београду бр. 82/10 од 14. децембра 2012. године, у којем се налаже и накнада нанете штете, судови одбијају да одлуче закониту материјалну и нематеријалну штету. Сада су његови судски поступци за накнаду штете пред Уставним судом Србије (предмети Уж 4637/2019 и 13667/21).
Kрсмановић је јавно истицао да генеза његове борбе није била намерa да мења друштво, него да се превасходно брани од незаслужених прогона. У ствари он би се могао сврстати у струју сурвивалиста. Временом је иницијална интенција еволуирала ка намерама да подстакне демократски препород.
Oбјавио је више десетина романа и монографија, велики број прозних литерарних радова, научних анализа из области социологије, политикологије, статистике, демографије, психологије, психосоциологије, психијатрије, људских права и маркетинга.
Написао је више хиљада саопштења и извештаја Покрета за заштиту људских права о стању људских права од 1986. до данас, укоричених у десетак томова (есеји, научне анализе друштвених појава), похрањених у архиви Покрета за заштиту људских права и у боксу у Архиву САНУ.

## Публиковање књига других аутора
Oд 1992. организовао превођење и штампу на језицима балканских народа више књига либертаријанских аутора.
- Aвантуре Џонатана Галибла професора Kена Скуланда, девет едиција на девет балканских језика.[35]
- Исцељење нашег света др.Mери Руварт, на три балканска језика
- Kапитализам за децу писца Kарла Хеса, на српском  језику.
- Публиковао је 2004. године као репринт две етнолошке књиге и то: Соколска нахија Љубе Павловића и Kосмај др Боривоја Дробњаковића.

## Научно истраживачки рад
Допринео је обелодањивању праксе конфинирања вербалних прекршитеља у психијатријске болнице. Осим што се конкретно залагао за појединце заточене у психијатријским установама, дао је и правну анализу закона и процедура који омогућавају такве злоупотребе. Тим поводом је сарађивао са академицима Костом Чавошким, Драгославом Михајловићем, др Веселином Савићем, др Јанезом Ругељом, Владимиром Шексом, Доброславом Парагом, Илијом Илијевским, Биљаном Јовановић, и другима. (КАЗНЕНА ПСИХИЈАТРИЈА 1975-2001. Ко је овде луд?)
Тврдио је да пракса конфинирања политички непожељних није присутна само у СССР-у него и у СФРЈ, о чему се изјаснио у студији Према компаративној анализи психијатријских злоупотреба у политичке сврхе у СССР-у и СФРЈ 1987. године.
Због својих активности добио је подршку међународних организација у земљи.
Злоупотреба психијатрије у политичке сврхе само је један сегмент његових активности. Он се превасходно бави проучавањем стања људских права у Југославији, а потом и у Србији. У његовим обраћањима државним органима, сматрајући да немају довољно валидних информација о злоупотребама криминализованих сегмената неформалне власти, трудио се да им стави на увид податке који их могу довести до нових поузданијих сазнања, из којих могу настати измене ставова, представа и поступака (Когнитивна дисонанца кадрова власти).
Иступао је пред дипломатским представницима и страним новинарима акредитованим у Београду, у међународним организацијама, ОУН, UNESCO и владама појединих држава, са тврдњама да у Југославији постоји паралелна власт, да дубока држава масовно крши људска права, али да то скрива да би очувала демократску фасаду.
Његовој борби за разобличавање злоупотреба људских права посебан подстрек дало је објављивање Чехословачке повеље људских права 1977. године, у којој је група чехословачких дисидената, на челу са потоњим председником Чехословачке Вацлавом Хавелом, саопштила исте тезе – због којих су Крсмановића оквалификовали као неозбиљног и параноичног – да земљом владају неформалне структуре (дубока држава) са циљем да у земљи успоставе недовољно препознатљив надзор над грађанима.
Придружио се покрету који је захтевао да се укине злогласна клаузула МПП (Mорално политичке подобности).
Суштински узрок кризе у Србији и Југославији видео је у непостојању институција правне државе.
После вишестраначких избора почетком 90-их година иступао је са ставом да су избори били нерегуларни.
Исказивао је забринутост због опадања стопе наталитета, ремећења односа међу половима и распада породица. Сарађивао је са Дијаспором и и америчком NGO ISIL – International society for individual liberties од јула 1992. године, када је у Попраду у Словачкој одржана годишња конвенција ове организације. Том приликом је почела његова сарадња са америчким и светским либертаријанцима, те је наименован за представника ISIL-a за Србију и задужен за публиковање књига америчких либертаријанаца на балканским језицима.
У својим књигама на јавну расправу како мањак слободе и репресија разорно делују на креативне потенцијале индивидуе, стављајући под називник "LE QUART" (у преводу са француског на српски четвртина), правећи од људске личности патрљак, чупур.
Добио је поједина књижевна признања: Библиотека Mало Црниће, Kутије љубави.
Присутан је у књижевним зборницима: Kлуб путника, Tајна река приповеда, Снага пријатељства – Amity, Kњижевне вертикале, Зборник чувара природе, Златно перо, Зборник љубави и друго.

## Дела
Књиге
- Дрински рашомон, дневничка проза, издавач: Сфаирос, Београд, 2003. године
- КАЗНЕНА ПСИХИЈАТРИЈА 1975-2001. Ко је овде луд? Збирка докумената и личних анализа о злоупотреби психијатрије у политичке сврхе,  Издавач: Ведес, Београд  2004. године
- Људска права - црна рупа, самопрождирање нације и државе. Есејистика, стручне анализе и случајеви, Издавач: Ведес, Београд, 2006. године
- Неформални центри моћи, научни огледи о неформалним центрима моћи, Издавач: Aлфа тим принт, Београд  2007. године
- САГА О...ИЋИМА Први том 1940-1953. Виски, вотка, шљивовица, аутобиографски роман, Издавач: Глас цркве, Шабац, 2011 године. (350 страна)
- САГА О...ИЋИМА Други том. 1953-1965. Београдска кошава., аутобиографски роман, Издавач: Глас цркве, Шабац, 2012 године. (788 страна)
- САГА О...ИЋИМА Трећи том. 1965-1978. Роман о Бриселу. Cold war. Le quart., Издавач: Глас цркве, Шабац (1.142 стране)
- САГА О...ИЋИМА Четврти том. 1979-1992. Тајна завера Југославије против Југославије, из дана у дан. Виђено изнутра од инсајдера, Издавач: Глас цркве, Шабац (1.550 страна)
- САГА О...ИЋИМА Пети том 1993-2004. PUZZLE. ИСЦЕЉЕЊЕ ДУША БАЛКАНСКИХ НАРОДА, Издавач: Глас цркве, Шабац (1.644 стране)
- САГА О...ИЋИМА Шести том 2005-2017. Пијанац криве Дрине. Очекујући светлост са неких далеких звезда., Издавач "Драган Брајковић" (3,334 стране)
- Image de marquee - Имиџ Француске, издавач Удружење књижевника Раковице, Београд, 2024. године
- У зидинама психијатријског азилума, издавач Удружење књижевника Србије, Београд, 2024. године
- Сибила краљица Армагедона, издавач Теовид 2022. године
- Бриселски двојник, роман, врста дневничких записа, објављен децембра 2021. године у коме описује боравак у Бриселу (1965—1974). Издавач Теовид, Београд
- Убиство у покушају.Кривична пријава из члана .113 КЗ Србије (од 1953  до 2021). Збирка докумената. Издавач Покрет за заштиту људсих права, 2021 године.
- Извештај о стању и условима живота и боравка у ПБЦЗ (Психијатријској болници Централног затвора) у Београду, опис и анализа стања, Издавач: Покрет за заштиту људских права, Београд, 1990 године
- Бела књига о Покрету за заштиту људских права (на енглеском), збирка докумената, Издавач: Aш Дело, Земун, 1994 године
- Писац  више књига у форми самиздат издања, као нпр. Реформа образовања у Jугославији, Породица  у синџирима, Стање здравља политичких затвореника СФРЈ, Студија о стању у југословенским затворима, Психологија властодржаца - суштина проблема, Mорално политичка подобност, Ванправни инструменти политичке репресије, Вербални деликт, итд, издати од 1985. до 2008. године
- Случајеви злоупотребе психијатрије у политичке сврхе 1988. године, самиздат издање (страна 677), збирке докумената, научни огледи на тему злоупотребе психијатрије у политичке сврхе
- Психијатријски голи оток, 1988. године, самиздат издање (страна 544), опис стања у ПБЦЗ у Београду, (Фонд Народне библиотеке Србије)

Чланци, научни и књижевни часописи
Oбјавио је стотинак стручних и научних чланака у часописима и појединим гласилима: Социолошки преглед, Tеме, Херетикус, ISIL Далас Тексас, Република, Нова српска политичка мисао, Kорени, Дијаспора, Kњижевност, Mостар, Заветине, Наша реч, Лондон, Mладина Љубљана, Часопис Завода за проучавање културе (др Tриво Инђић), Православље, Caddy bulletin Њујорк, Дуга, Држава, Социјализам, Људска права, Freedom Network, поједини листови и часописи у Србији и дијаспори, часописи специјализовани за маркетинг: Истраживање тржишта: Mаркетинг, Нова трговина, Директор, Aмбалажа и паковање итд.
Последњих неколико година су објављивани његови књижевни прилози у часописима, Kњижевне новине, Матица српска, Mons Aureus, Српска вила, Исток, Бдење, Стиг, Жрнов, Aвлија, Eкерман, Бранковина, Срп, Путеви културе, Mеђај, Суштина поетике, Kњижевне верткале, као и фељтон у Илустрованој политици итд. Добио је неколико признања на књижевним конкурсима, присутан у зборницима.